# Henri Malosse

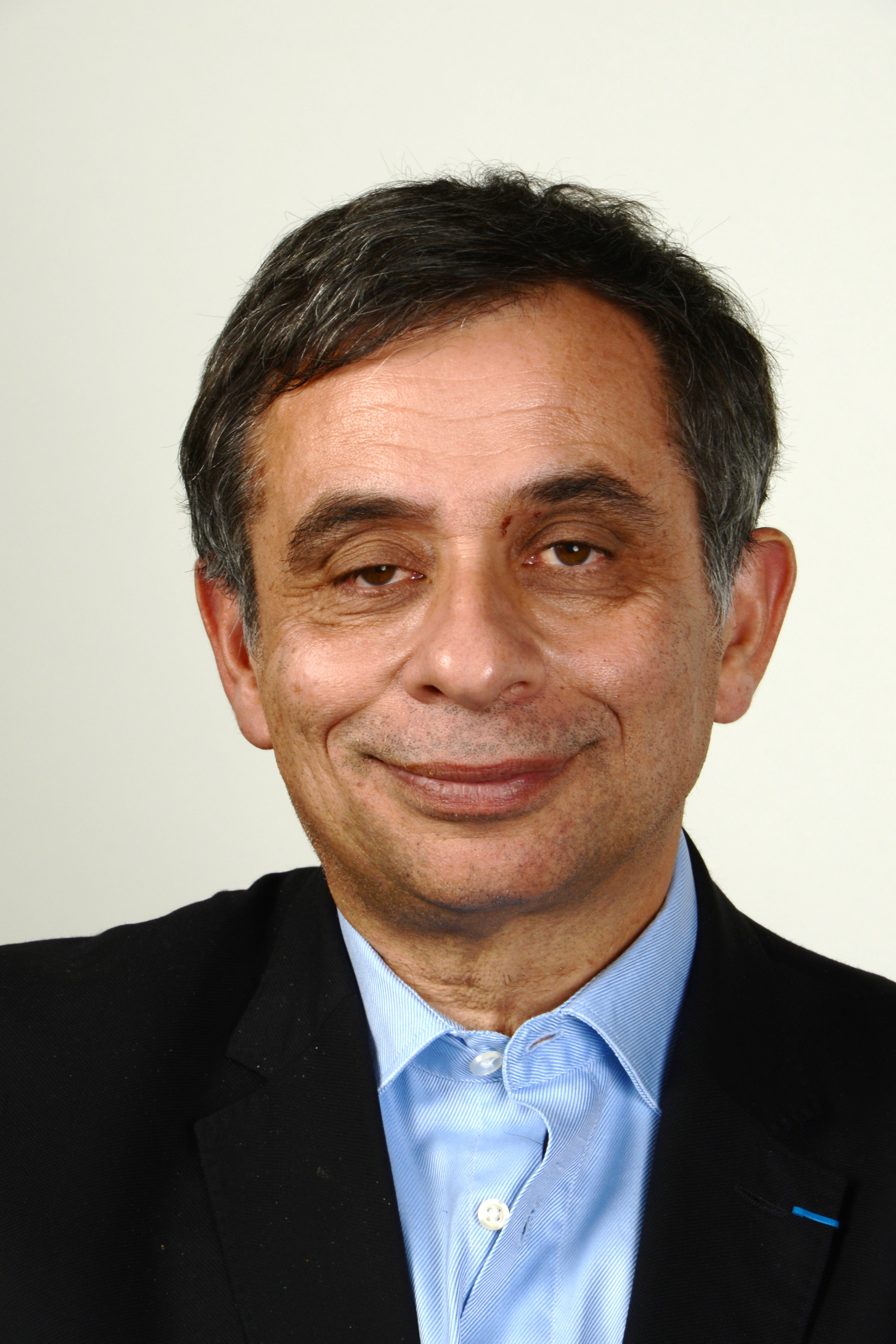
Henri Malosse

Henri Malosse, född 6 oktober 1954 i Montpellier i Frankrike, är en fransk företrädare för näringslivsfrågor.
Henri Malosse tog examen vid Institut d'Études Politiques de Paris  (Sciences Po) 1976 och har en kandidatexamen i Östeuropastudier 1979. Han har undervisat och har arbetat i arbetsgivarorganisationer i Frankrike. Han är ansvarig för europafrågor på l'Assemblée des Chambres Francaises de Commerce et d'Industrie. Han var 2013-2015 ordförande för Europeiska ekonomiska och sociala kommittén, som är ett rådgivande organ inom Europeiska unionen, och där han varit ledamot sedan 1995.